# Шпрехгезанг

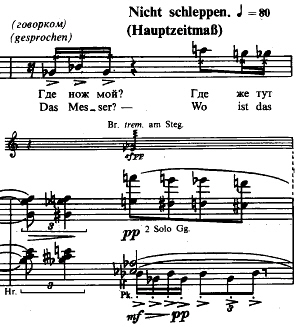
Берг. Воццек (клавир оперы, фрагмент III акта). В партии Воццека ноты, исполняемые в технике Sprechgesang, помечены крестиками на штилях, а также предварены авторской ремаркой gesprochen (говорком)

Sprechgesang (нем. букв. речевое пение; «шпре́хгезанг») — техника распева текста, при которой точно соблюдаются ритмические длительности (зафиксированы в нотах), а линия звуковысот не выдерживается, хотя рельеф мелодии (в случае, если он нотирован) — пребывание на одной высоте, восхождение и нисхождение — в целом соблюдается. Голос, исполняющий партию в технике Sprechgesang, обозначается термином Sprechstimme (нем. букв. речевой голос; «шпре́хштимме»).

## Краткая характеристика
Вокальную декламацию Sprechgesang, распространившуюся в авангардной музыке XX века, впервые применил Энгельберт Хумпердинк в своей мелодраме «Королевские дети» (нем. Königskinder, премьера 1897; была переработана в оперу, премьера 1910). Технику Sprechgesang активно внедрял в своих сочинениях Арнольд Шёнберг — в оратории «Песни Гурре» (1911), в вокальном цикле «Лунный Пьеро» (1912), а также в операх «Счастливая рука» (соч. 1913, премьера 1924) и «Моисей и Арон» (не окончена, премьера 1957), в кантате «Уцелевший из Варшавы» (1947). В предисловии к «Лунному Пьеро» Шёнберг писал, что мелодия, указанная в вокальной партии с диагональным перечёркиванием штилей,
...не предназначена для пения. Задача исполнителя — превратить ее в речевую мелодию (Sprechmelodie), внимательнейшим образом отнесясь к обозначенной высоте звуков. Для этого исполнителю необходимо:
1. Выдерживать ритм так же точно, как в пении, то есть со свободой не большей, чем он может позволить себе в исполнении обычной вокальной мелодии;
2. Ясно сознавать различие между певческим звуком (Gesangston) и речевым звуком (Sprechton) — певческий звук твердо удерживает высоту, а речевой, едва ее обозначив, тут же покидает, повышаясь или понижаясь, при этом высотные соотношения отдельных тонов следует в исполнении в целом передавать.

Исполнитель должен остерегаться манеры произнесения «нараспев». Это абсолютно не имелось в виду. С другой стороны, ни в коем случае не следует стремиться и к реализму естественной речи. Напротив, различие между речью обычной и музыкально оформленной должно быть отчетливым. Но последняя никогда не должна напоминать пение.
Помимо Шёнберга, технику Sprechgesang в XX веке применяли Альбан Берг (в операх «Воццек» [премьера 1925] и «Лулу» [не окончена, премьера 1937]), Клаус Хубер («Аскеза», для флейты, Sprechstimme и магнитофона, 1966), Бенджамин Бриттен (в опере «Смерть в Венеции», премьера 1973), Вольфганг Рим (в опере «Якоб Ленц», премьера 1979), Вальтер Циммерман (в цикле «О пользе отрешённости», нем. Vom Nutzen des Lassens, 1984) и другие композиторы.
Теоретики музыки классифицируют Sprechgesang как экмелику, исходя из того, что интонирование высоты звука композитором точно не определено — как именно голос должен «затрагивать» нотированную высоту, насколько быстро покидать её и в каком именно направлении, в нотах не уточняется. Следствием такого «экмелического» подхода становится то, что исполнительские интерпретации одной и той же вокальной партии Sprechstimme отличаются друг от друга в гораздо большей степени, чем исполнительские интерпретации «обычной» вокальной музыки.

## Термин в русской рецепции
В исследованиях и в справочных изданиях на русском языке термины Sprechgesang и Sprechstimme обычно сохраняют в оригинальной орфографии. Изредка термин Sprechstimme передают транслитерацией — «шпрехштимме», а термин Sprechgesang переводят словосочетанием «говорное пение» или «речевое пение».